# Warner Bros. Records
Warner Bros. Records, Inc. är ett amerikanskt skivbolag, grundat 19 mars 1958. Bolaget är ett dotterbolag till Warner Music Group. Warner Bros. Records är mer känt som WEA International Inc. utanför USA.
En av anledningarna till grundandet av Warners skivbolag var att Tab Hunter, som hade kontrakt med Warner som skådespelare, 1957 fick en hit med "Young Love", utgiven av Dot Records. Warners grundade då sitt skivbolag och skrev kontrakt med Hunter även som sångare. Bolaget var under sina första år inte vidare framgångsrikt men i början av 1960-talet anslöt sig bland andra The Everly Brothers, Bill Haley & His Comets, Peter, Paul & Mary och komikern Bob Newhart till Warners. 1963 köpte man Frank Sinatras Reprise Records. En annan av bolagets framgångsrika artister under 1960-talet var Petula Clark.

## Artister

### A
- Against Me! (Sire/Warner Bros.)
- America (Warner Bros.)
- Armor for Sleep (Sire/Warner Bros.)
- Ash (Record Collection/Warner Bros.)
- Ashley Tisdale
- Ataxia (Record Collection/Warner Bros.)
- Kate Alexa (Liberation/Festival Mushroom/Warner Bros.)
- Lily Allen (Festival Mushroom/Warner Bros.)
- Attitude
- Avenged Sevenfold

### B
- Tyra B
- Eric Benét
- Big & Rich (Warner Bros. Nashville)
- Blacklist Union
- bloodsimple
- Michelle Branch (Maverick/Warner Bros.)
- Lindsey Buckingham
- Built to Spill
- Rick Braun
- blessthefall (Record Collection/Warner Bros.)
- Holly Brook (Machine Shop/Warner Bros.)
- Brother Reade (Record Collection/Warner Bros.)
- Blades For Recognition

### C
- Cher
- Henry Cho
- Michael Coombes
- Mitchell Cratchley
- The Confession (Record Collection/Warner Bros.)
- Cowboy Troy (Warner Bros. Nashville)
- Timmy Curran (Record Collection/Warner Bros.)
- Kasey Chambers
- Cut Chemist
- Colbie Caillat (Festival Mushroom/Warner Bros.)
- Gabriella Cilmi (Festival Mushroom/Warner Bros.)
- Ry Cooder
- Alice Cooper (1971 - 1982)

### D
- Dark New Day
- Simon Dawes (Record Collection/Warner Bros.)
- Craig David (Sire/Warner Bros.)
- Deep Purple
- Dire Strates
- The Dirt Drifters (Warner Bros. Nashville)
- Dirty Heads
- The Distillers (Sire/Warner Bros.)
- The Doobie Brothrss (Warner Bros.)
- Dropkick Murphys (Born & Bred/Warner Bros.)
- Dutch Dub (Record Collection/Warner Bros.)
- Whitney Duncan (Warner Bros. Nashville)

### E
- Clint Eastwood (Malpaso/Warner Bros.)
- Elliot Minor
- Bill Engvall (Warner Bros. Nashville)
- Eskimo Joe (Festival Mushroom/Warner Bros.)
- Evermore (Sire/Warner Bros.)

### F
- The Flaming Lips
- Fleetwood Mac
- Foals
- Foreigner(Atlantic)
- Fort Minor (Machine Shop/Warner Bros.)
- Jeff Foxworthy (Warner Bros. Nashville)
- Kristy Frank (Ruffnation/Warner Bros.)
- Frank Fortuna
- John Frusciante (Record Collection/Warner Bros.)
- The Futureheads (Sire/Warner Bros.)
- Future Pigeon (Record Collection/Warner Bros.)

### G
- Glassjaw
- Goldie Lookin' Chain (Record Collection/Warner Bros.)
- Gyroscope (Festival Mushroom/Warner Bros.)
- Goo Goo Dolls
- Jean Grae (Blacksmith/Warner Bros.)
- Greeley Estates (Record Collection/Warner Bros.)

### H
- Angela Hacker (Warner Bros. Nashville)
- Har Mar Superstar (Record Collection/Warner Bros.)
- Jessica Harp (Maverick/Warner Bros.)
- Eddie Hazel
- Faith Hill (Warner Bros. Nashville)
- HIM (Sire/Warner Bros.)
- Paris Hilton
- Hot Hot Heat (Sire/Warner Bros.)

### I
- Iron & Wine
- Iyaz

### J
- Jah-Free
- Boney James
- Leela James
- Mike Jones (Asylum/Warner Bros.)
- Josephine Collective

Jason Derülo

### K
- Kath & Kim (Festival Mushroom/Warner Bros.)
- Jamie Kennedy (JKiss/Warner Bros.)
- King Co.
- Mark Knopfler
- Talib Kweli (Blacksmith/Warner Bros.)
- Kulcha Don (Ruffnation/Warner Bros.)

### L
- Lisa Lampanelli
- Larry the Cable Guy (Warner Bros. Nashville)
- Josiah Leming
- Less Than Jake (Sire/Warner Bros.)
- Lil Flip (Asylum/Warner Bros.)
- Linkin Park
- Little Feet
- The Lucky Bucks

### M
- Mêlée
- Madonna (Lämnar 2009 och joinar LiveNation)
- MC Solaar
- Mika (Festival Mushroom/Warner Bros.) (Lämnar 2009 och joinar Arista Records)
- Jessi Malay
- Christian McBride
- Brian McKnight
- The Mean Reds (Record Collection/Warner Bros.)
- Meg & Dia
- Brad Mehldau
- Idina Menzel
- Metallica
- Lori McKenna (Stylesonic/Warner Bros.)
- Lance Miller
- Kylie Minogue (Festival Mushroom/Warner Bros.)
- Elliot Minor
- Chad Mitchell
- Van Morrison
- Mt. Egypt (Record Collection/Warner Bros.)
- Murs (Record Collection/Warner Bros.)
- Muse
- Mute Math
- Missy Higgins
- My Chemical Romance
- Meaku

### N
- New Order

### O
- Paul Oakenfold (Maverick/Warner Bros.)
- Renee Olstead
- William Orbit (Maverick/Warner Bros.)
- James Otto (Warner Bros. Nashville)

### P
- Daniel Powter
- Tom Petty
- Prince
- The Prodigy (Maverick/Warner Bros.)

### Q
- Quan

### R
- Gina Riley (Festival Mushroom/Warner Bros.)
- Red Hot Chili Peppers
- Lou Reed
- Relient K
- R.E.M.
- Rilo Kiley
- Ruslana

### S
- Adam Sandler
- Scooch
- Seal
- Seals and Crofts
- Sex Pistols (Nordamerika)
- Blake Shelton (Warner Bros. Nashville)
- The Shys (Sire/Warner Bros.)
- Paul Simon
- The Smashing Pumpkins (Reprise/Warner Bros.)
- The Souljaz
- Shelby Starner
- Static-X (Reprise/Warner Bros.)
- Rod Stewart
- Regina Spektor (Sire/Warner Bros.)
- Static Silhouettes
- The Subways (Sire/Warner Bros.)
- Styles of Beyond (Machine Shop/Warner Bros.)
- Supreeme (Record Collection/Warner Bros.)

### T
- Taking Back Sunday
- Evan Taubenfeld (Sire/Warner Bros.)
- Tegan and Sara (Sire/Warner Bros.)
- Tiffany Affair
- Triumph the Insult Comic Dog
- Jane Turner (Festival Mushroom/Warner Bros.)
- Tynisha Keli
- Tyra B (Asylum/Warner Bros.)
- Timbaland (Festival Mushroom/Warner Bros.)

### V
- Van Halen (Warner Bros.)
- V.I.C. (Young Mogul/Warner Bros.)
- V-Factory (Warner Bros.)
- The Veronicas (Sire/Warner Bros.)
- The Von Bondies (Sire/Warner Bros.)

### W
- The Walkmen (Record Collection/Warner Bros.)
- The White Stripes
- The Wreckers (Maverick/Warner Bros.)
- Wiz Khalifa

### X
- XV

### Y
- Rachael Yamagata

### Z
- Måns Zelmerlöw
- ZZ Top